# Ireneusz Mulak
Ireneusz Tadeusz Mulak (ur. 30 marca 1956 w Lublinie) – polski koszykarz, występujący na pozycji silnego skrzydłowego, reprezentant kraju, olimpijczyk.
Absolwent Technikum Budowlanego w Lublinie. Zawodnik Startu Lublin i Lecha Poznań, wychowanek trenera Zdzisława Niedzieli.
Startował na Igrzyskach Olimpijskich w Moskwie (1980) – 7 miejsce. W drużynie narodowej w latach 1975-1985 wystąpił 126 razy i zdobył 665 pkt.
Po zakończeniu kariery zawodniczej występował w amatorskiej lidze – Liga Maxi Lublin. 
Mieszka w Poznaniu. 

## Osiągnięcia
Na podstawie, o ile nie zaznaczono inaczej.

### Drużynowe
- Mistrz Polski (1983, 1984)
- Wicemistrz Polski (1982, 1985)
- Brązowy medalista mistrzostw Polski (1979, 1980)
- Zdobywca Pucharu Polski (1984)
- Finalista Pucharu Polski (1978)
- Uczestnik międzynarodowych rozgrywek Pucharu Europy Mistrzów Krajowych (1985)
- Awans do najwyższej klasy rozgrywkowej ze Startem Lublin (1973)

### Indywidualne
- Miejsca w plebiscycie „Kuriera Lubelskiego” na najpopularniejszych sportowców województwa (1976 – 10. miejsce, 1977 – 6. miejsce, 1978 – 5. miejsce, 1980 – 3. miejsce)

### Reprezentacja
Seniorska
- Uczestnik:
  - igrzysk olimpijskich (1980 – 7. miejsce)[4][5][6]
  - mistrzostw Europy (1983 – 9. miejsce, 1985 – 11. miejsce)[7][8][9]
  - kwalifikacji olimpijskich (1976 – 3. miejsce, 1980 – 8. miejsce)[10][11]
  - turnieju przedolimpijskiego (1976)[12]

Młodzieżowe
- Uczestnik mistrzostw Europy :
  - U–18 (1974 – 6. miejsce)[13]
  - U–16 (1973 – 9. miejsce)[14]